# Pietro Facchetti
Pour les articles homonymes, voir Facchetti.
Pietro Facchetti (Mantoue, 1535/1539 - Rome, 27 février 1619) est un peintre et un graveur italien maniériste qui fut actif à Rome.

## Biographie
Pietro Facchetti est d'abord l'apprenti de Ippolito Costa (ou de Lorenzo Costa le Jeune), puis il part pour Rome en 1580 rejoindre l'atelier de Scipione da Gaeta, où il apprend le portrait et par la copie des œuvres des grands maîtres. Il devient ensuite un portraitiste et un graveur réputé.

## Œuvres
- Portrait du pape Sixte V : Sisto V che riceve il progetto della biblioteca dal Domenico Fontana (1585),
- Portrait de Marie de Médicis jeune (vers 1595),

- La Vierge au bassin, Fine Arts Museums of San Francisco, gravure d'après Giulio Romano[3]

- Copie(s) du Pinturicchio dont Il Papa (Alessandro VI) in adorazione della Madonna con Bambino.
- Copie(s) de Pierre Paul Rubens.
- Copie(s) de  Raphaël dont Saint Luc peignant la Vierge[4], et les cartons des mosaïques de la chapelle Chigi de Santa Maria del Popolo de Rome.

## Sources
- (en) Cet article est partiellement ou en totalité issu de l’article de Wikipédia en anglais intitulé « Pietro Facchetti » (voir la liste des auteurs).